# 嚴寶禮
嚴寳禮（1900年1月2日—1960年11月18日），字問聃，號保厘，中華民國大陸時期報人，上海《文匯報》創辦人。

## 生平
嚴寳禮生於江蘇同里鎮，幼年出嗣於在上海江海關任文書職務的四叔嚴公輔（字佐治）為後。嚴寳禮姊姊嚴云珍為范烟橋母親。嚴寳禮1916年秋入學上海南洋公學，1920年輟學，經嗣姊嚴藹徵介紹進入滬寧、滬杭甬鐵路局（又稱“兩路局”）縂稽核室工作。1930年代初創設集美廣告社，後擴充為交通廣告公司，承辦鐵路沿線和上海市區路牌廣告。1937年全面抗戰爆發後，上海淪爲孤島，嚴寳禮與友人沈彬翰 (佛學書店經理）、胡雄飛（《社會日報》經理）、徐恥痕（《新聞報》編輯）等集資籌劃在尚未受日方控制的租界創刊一份洋商報，定名為文匯報（The Standard)，以英商克明(H.M.Cumine) 挂名擔任該報發行人兼縂主筆，嚴寳禮擔任該報總經理，於1938年1月25日創刊，期間陸續任用儲玉坤、柯靈、徐鑄成等優秀報人，將文匯報辦成上海孤島時期重要報刊。因上海進一步淪陷，形勢嚴峻，1939年5月上海《文匯報》在歷經各種挫折威脅後被迫停刊報刊停刊後，嚴寳禮以國民黨中央宣傳部東南辦事處專員名義往返於上海與屯溪間，與馮有真等通氣，等待復刊時機。1945年抗戰勝利前夕，嚴寳禮與文匯報同仁柯靈、費彜民等遭日本憲兵隊關押，後獲解救。1945年8月《文匯報》在上海復刊，嚴寳禮繼續擔任該報總經理，1947年5月再次經歷停刊。1949年中華人民共和國成立後，嚴寳禮於1956年出任上海《文匯報》副社長兼總經理，並歷任上海市人民代表會議及上海市人民代表大會代表、上海政協委員、中國民主促進會中央候補委員及上海市委委員。1960年11月18日因積勞成疾在上海逝世。現嚴寶禮故鄉同里鎮保存並重修嚴家故居“環翠山莊”。

## 資料文獻參考
1. ↑  . . 江蘇文史資料編輯部. 1991: 頁23-58.
2. 1 2 3  鐘鳳&存真著 《文匯報》創辦人嚴寳禮
3. 1 2 3  文史苑第8輯•任嘉堯著 嚴寳禮與《文匯報》
4. ↑  文匯報大事記 1938.1-1939.5 1945.8-1947.5
5. ↑  . 大公文匯網. 2022-09-13.